# Гуния, Тариел Константинович
Тариел Константинович Гуния (1924 год, с. Гячрыпш, ССР Абхазия — неизвестно, с. Гячрыпш, Абхазская АССР, Грузинская ССР) — председатель колхоза «Большевик» Гагрского района, Абхазская АССР, Грузинская ССР. Герой Социалистического Труда (1950).

## Биография
Родился в 1924 году в крестьянской семье в селе Гячрипш.
С конца 1930-х годов трудился рядовым колхозником в колхозе «Большевик» Гагрского района с центром в селе Гячрипш. В послевоенные годы — председатель этого же колхоза.
В 1949 году колхоз сдал государству в среднем с каждого гектара по 18,4 центнера табачных листьев сорта «Самсун» с площади 12 гектаров. Указом Президиума Верховного Совета СССР от 3 июля 1950 года удостоен звания Героя Социалистического Труда за «получение высоких урожаев кукурузы, табака и картофеля в 1949 году» с вручением ордена Ленина и золотой медали «Серп и Молот» (№ 5352).
Этим же Указом званием Героя Социалистического Труда был награждён бригадир Карекин Минасович Кесьян.
После выхода на пенсию проживал в селе Гячрипш. Дата смерти не установлена.
Награды
- Герой Социалистического Труда
- Орден Ленина
- Орден «Знак Почёта»  (02.04.1966)